# Policía de Schleswig-Holstein
La Policía Estatal de Schleswig-Holstein (en alemán: Landespolizei Schleswig-Holstein) es el cuerpo de policía del estado federado de Schleswig-Holstein, al norte de Alemania. Está subordinada al Ministerio del Interior, Asuntos Municipales, Vivienda y Deportes de Schleswig-Holstein

## Responsabilidades
La Policía en Schleswig-Holstein es responsable de evitar peligros para el orden y la seguridad pública, y de ayudar y notificar a las autoridades encargadas de la seguridad pública si es necesario, así como de determinar e investigar faltas. Parte de evitar peligros para la seguridad pública es responder a emergencias. Además, la Policía debe investigar los delitos según el § 163 StPO.

## Equipo
La Policía de Schleswig-Holstein está equipada con uniformes azules, los cuales también se usan en Hamburgo, Bremen, Baja Sajonia, Turingia y Mecklemburgo-Pomerania Occidental. A diferencia de los otros estados que utilizan el uniforme, Schleswig-Holstein ha optado por equipar a sus oficiales con gorras de servicio blancas.Los oficiales están equipados con spray de pimienta, bastones y pistolas Walther P99Q.Los coches patrulla también están equipados con Heckler und Koch MP5 y SigSauer MCX. Tanto el MP5 como el MCX serán reemplazados por el Heckler und Koch 437. Actualmente, los tasers están siendo probados en el campo por oficiales en Neumünster y Ahrensburg.

## Organización
Según la Ley de Organización de la Policía de 2004 (Polizeiorganisationsgesetz), la Policía Estatal de Schleswig-Holstein fue reorganizada en la Oficina Estatal de la Policía (Landespolizeiamt) y la Oficina Estatal de Investigación Criminal (Landeskriminalamt).

### Landeskriminalamt
El Landeskriminalamt (comúnmente abreviado como LKA) supervisa el funcionamiento de la Kriminalpolizei (Policía de Investigación Criminal) dentro de Schleswig-Holstein y coordina investigaciones criminales de gran escala y de alto perfil. Está dividido en cinco departamentos encargados de tareas administrativas, investigación y análisis, seguridad estatal, forense y unidades tácticas.
Cada año, el Landeskriminalamt Schleswig-Holstein publica estadísticas criminales (Polizeiliche Kriminalstatistik) así como un estudio sobre actividades criminales no reportadas (Dunkelfeldstudie).
El actual jefe del departamento del LKA es Thomas Bauchrowitz.

### Landespolizeiamt
El Landespolizeiamt se encarga de asuntos de recursos humanos, administración, presupuesto y adquisición de material. Está dividido en una posición de personal y cuatro secciones. Estas son: Gestión Policial, Gestión de IT, Gestión de Recursos Humanos y Policía de Vías Navegables. El Landespolizeiamt está dirigido por la Landespolizeidirektorin Dra. Marhen Freyher.

### Polizeidirektionen
El Landespolizeiamt supervisa las ocho Direcciones de Policía (Polizeidirektionen) de Schleswig-Holstein.

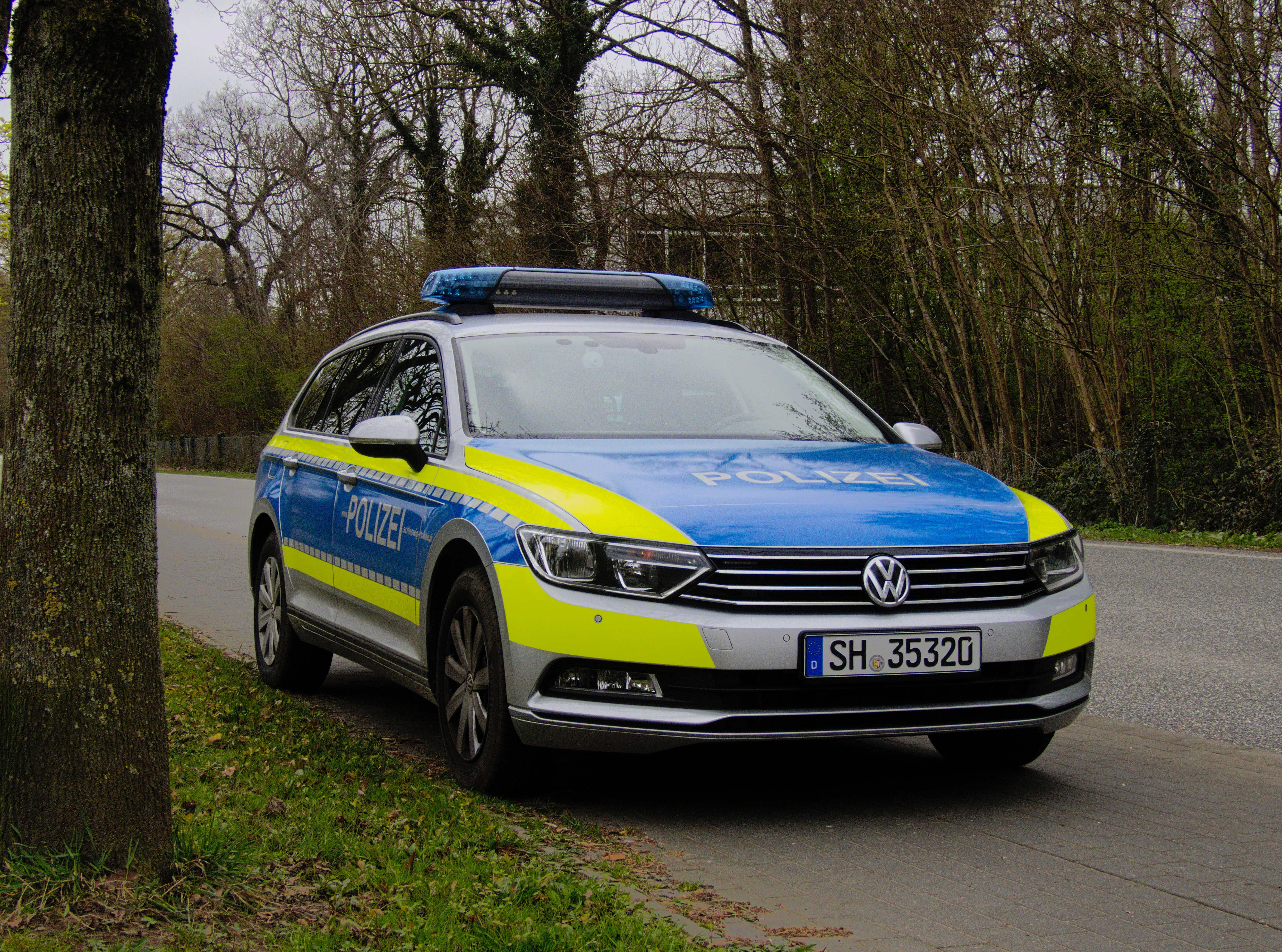
Carro utilizado por la policía en Schleswig-Holstein

#### Polizeidirektion Kiel
La Dirección de Policía de Kiel es responsable de Kiel y del puesto de policía de Plön.
Dentro de la ciudad de Kiel, se dividen en cuatro estaciones de policía, con puestos de policía subordinados de la primera estación de policía en Kiel-Friederichsort, Kiel-Suchsdorf y Kiel-Wik, al tercer puesto de policía en Kiel-Hassee y en Kiel-Mettenhof, y a la 4ª  estación de policía de Kiel-Dietrichsdorf y Kiel-Wellsee. El Polizeibezirksrevier y la Inspección de la policía de investigación criminal (Bezirkskriminalinspektion) también sirven al área de Kiel.
El Distrito de Plön tiene una estación de policía, que se divide en siete puestos de policía en Preetz, Wankendorf, Schwentinental, Schönkirchen, Heikendorf, Schönberg y Lütjenburg.

#### Polizeidirektion Lübeck
La Dirección de Policía de Lübeck es responsable de la ciudad de Lübeck y del Distrito de Holstein Oriental.
Dentro de la ciudad de Lübeck, la Dirección se divide en cuatro estaciones de policía, con puestos de policía subordinadas a la estación de policía segunda en Lübeck-Buntekuh, a la estación de policía tercera en Lübeck-Kücknitz, Lübeck-Travemünde, Lübeck-Schlutup y Lübeck-Eichholz, y a la estación de policía 4a en Lübeck-Moisling, Lübeck-Blankensee, Lübeck-St. Jürgen y Lübeck-Hüxtertor.
La estación de policía del Distrito de Holstein Oriental tiene estaciones de policía en Eutin, con  puestos de policía en Malente, Süsel y Hutzfeld. La estación de policía de Bad Schwartau tiene puestos de policía en Stockelsdorf, Ahrensbök, Timmendorfer Strand, Scharbeutz y Ratekau. La estación de policía en Heiligenhafen tiene puestos de policía en Oldenburg, Fehmarn , Lensahn y Großenbrode. Además, la estación de policía de Neustadt tiene puestos de policía en Grube, Schönwalde y Grömitz.
La Dirección de Policía también contiene una Autobahnpolizei (Estación de Policía de carreteras).
La Policía de Investigación Criminal (Kriminalpolizei) tiene su sede en Lübeck con una Inspección de la policía de investigación criminal, a la que están subordinados los puestos de la Policía de Investigación Criminal (Kriminalinspektionen) en Bad Schwartau, Oldenburg, Neustadt y Eutin.

#### Polizeidirektion Flensburg

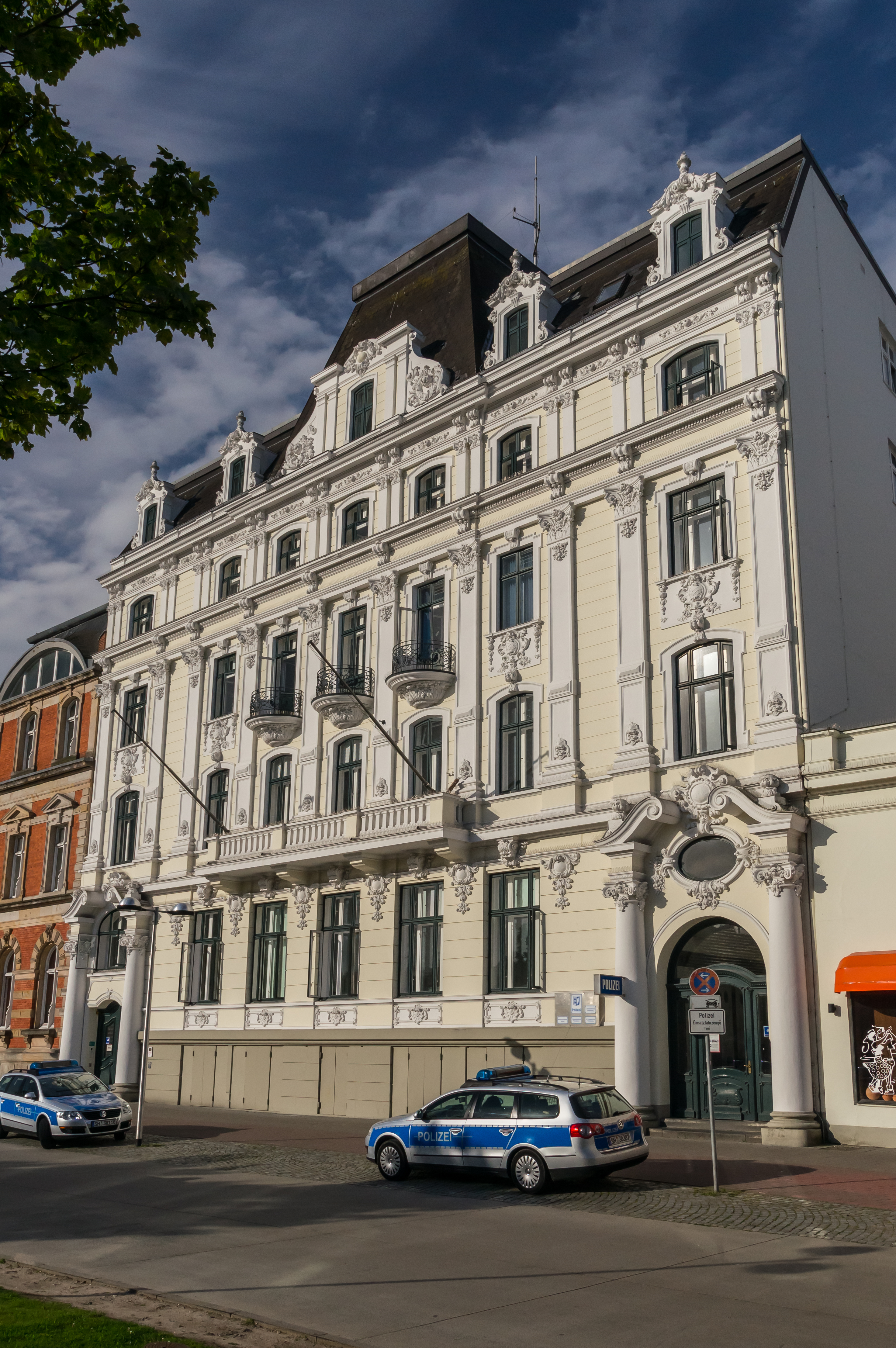
Dirección de Policía de Flensburg

La Dirección de Policía de Flensburgo es la Dirección de Policía más septentrional de Schleswig-Holstein y responsable de la ciudad de Flensburgo y los Distritos de Schleswig-Flensburgo y Frisia Septentrional.
La ciudad de Flensburgo está dividida en dos estaciones de policía, con estaciones de policía subordinadas a la estación de polícia segunda en Flensburgo-Mitte, Flensburgo-Mürwik, Flensburgo-Engelsby, Flensburgo-Nord, Flensburgo-Friesischer Berg, Flensburgo-Weiche, Flensburgo-Harrislee, Flensburgo-Handewitt, Flensburgo-Glücksburg, Flensburgo-Schafflund y Flensburgo-Husby.

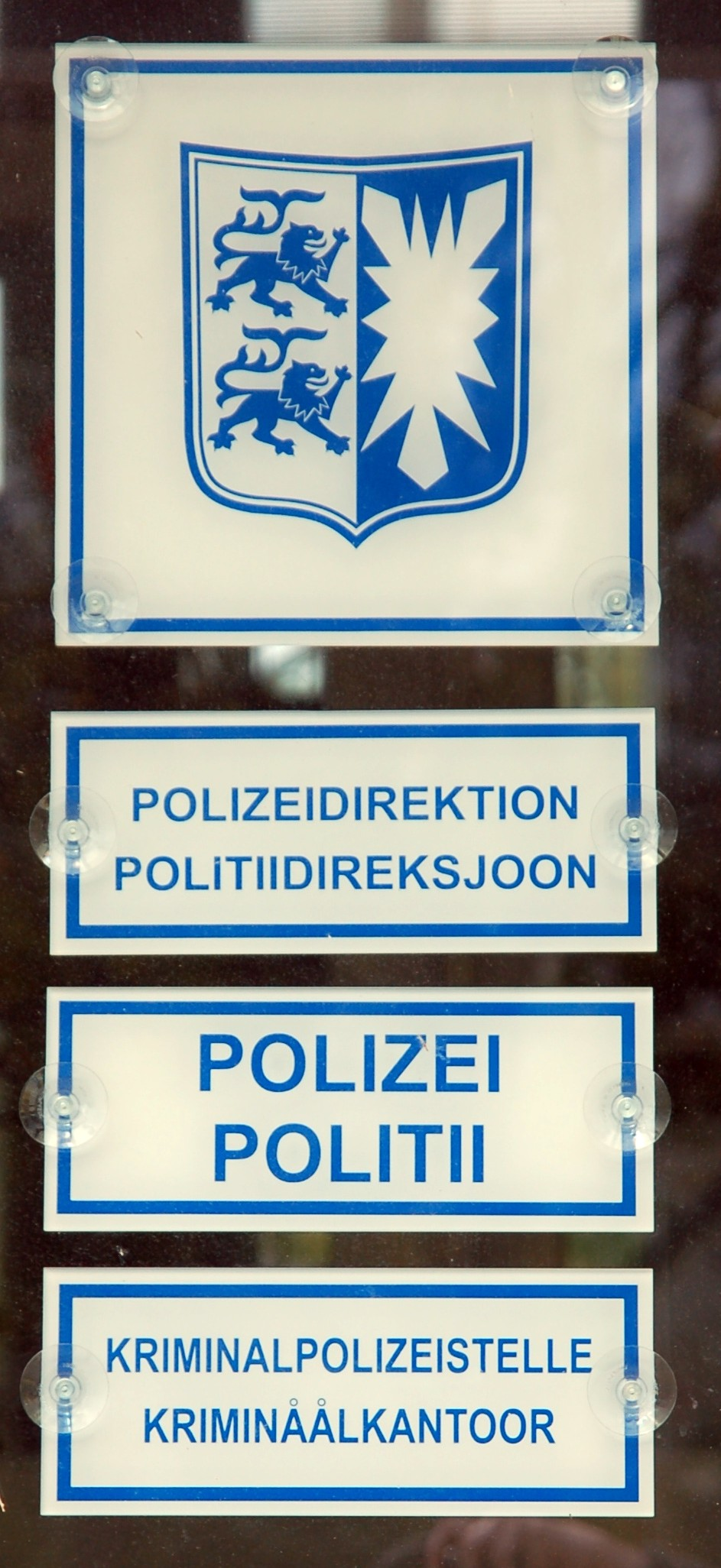
Letreros bilingües en la comisaría de policía de Husum

La estación de policía de Schleswig-Flensburgo se divide entre estaciones en Schleswig y Kappeln. La  estación de policía de Schleswig se subdivide en  puestos de policía en Kropp, Silberstedt, Erfde, Busdorf y Böklund, mientras que la estación de policía de Kappeln se subdivide en  puestos de policía de Süderbarup, Steinbergkirche, Mittelangeln y Tarp.
La estación de Frisia Septentrional cuenta con la estación de policía de Sylt, la estación de policía de Niebüll junto con los puestos de policía de Leck, Bredstedt, Wyk auf Föhr y Nebel, así como la estación de policía de Husum junto con los puestos de policía de Friederichsstadt, Viöl, Hattsdtedt, Pellworm, Tönning, Garding, St.-Peter Ording y Seeth.
La Dirección de Policía también contiene una Autobahnpolizei (Estación de Policía de carreteras).
La Policía de Investigación Criminal hay en Flensburgo con una estación de la Policía de Investigación Criminal, al que están subordinados los puestos de la Policía de Investigación Criminal (Kriminalinspektionen) en Sylt y Niebüll.

#### Polizeidirektion Neumünster
La Dirección de Policía de Neumünster es responsable de la ciudad de Neumünster y del Distrito de Rendsurg-Eckernförde.
Dentro de la ciudad de Neumünster se divide en dos estaciones, con puestos de policía subordinadas a la estación segunda en Neumünster-Faldera, Neumünster-Einfeld, Neumünster-Tungendorf, Neumünster-Mitte, Neumünster-Wittdorf, Neumünster-Gadeland y Neumünster-West. Además, hay una estación en el alojamiento para refugiados de Neumünster (Landesunterkunft Neumünster) y una unidad especializada en colisiones de tráfico. Además, con sede en Neumünster hay una Autobahnpolizei (Estación de Policía de carreteras) y el Verkehrsüberwachungsdienst (Unidad de vigilancia del tráfico), especializada en la represión y prevención de exceso de velocidad.
El Distrito de Rendsburg-Eckernförde está cubierto por varias estaciones con puestos subordinadas. La estación de Rendsurg con puestos en Österrönfeld, Fockbek y Owschlag, la estación de Hohenwestedt con puestos de policía en Handerau-Hademarschen y Jevestedt, la estación de Nortorf con un puesto de policía en Aukrug, así como la estación en Bordesholm con estaciones en Molfsee y Flintbek. Además, una estación en Kronshagen con un puesto de policía en Achterwehr y una estación en Eckernförde con puestos de policía en Gettorf, Ascheffel, Damp, Altenholz, Rieseby y Schwedeneck. Rendburg-Eckernförde también tiene un Polizeibezirksrevier.
La Dirección de Policía también contiene una Autobahnpolizei (Estación de Policía de carreteras) y un puesto de Policía de Investigación Criminal (Kriminalinspektion).

#### Polizeidirektion Itzehoe
La Dirección de Policía de Itzehoe es responsable de las estaciones de policía en el Distrito de Steinburg y de Dithmarschen.
La estación de policía de Itzehoe es responsable del  puesto de policía en Steinburg, junto con sus puestos de policía en Kellinghusen, Hohenlockstedt, Schenefeld y Wellenkamp.
La estación de policía de Ditmarsh tiene puestos de policía en Brunsbüttel con sus  puestos de policía en Glückstadt, Marne, Wilster, Krempe, Burg y Horst, así como en la estación de policía de Heide con  puestos de policía en Meldorf, Büsum, Albersdorf, Lunden, Hennstedt, Tellingstedt y Wesselbüren. Un Polizeibezirksrevier también sirve al área.
La Policía de Investigación Criminal (Kriminalpolizei) hay en Itzehoe con una inspección de Policía de Investigación Criminal, al que está subordinado un Departamento de Policía de Investigación Criminal (Kriminalinspektion) en Heide.

#### Polizeidirektion Bad Segeberg
La Dirección de Policía de Segeberg es responsable de las estaciones de policía en Bad Segeberg y Pinneberg.
La estación de policía del Distrito de Segeberg está cubierto por una estación de policía en Bad Segeberg con puestos de policía subordinadas en Garbek, Wahlstedt, Leezen, Rickling y Trappenkamp. Además, hay una estación de policía en Norderstedt junto con  puestos de policía en Norderstedt-Mitte y Norderstedt-Ost, así como una  estación de policía en Kaltenkirchen con puestos de policía en Bad Bramstedt, Boostedt, Henstedt-Ulzburg, Ellerau, Tangstedt e Itzstedt.
El Distrito de Pinneberg tiene la estación de Pinneberg con un puesto de policía en Kummerfeld, y la estación de policía de Rellingen junto con los puestos de policía de Schenefeld, Bönningstedt y Quickborn, la estación de policía en Elmshorn con puestos de policía en Barmstedt y Brande-Hörnerkirchen, y la estación de policía en Wedel con un puesto de policía en Uetersen.
Dentro de la Dirección de Policía, hay dos Autobahnpolizei-Reviere (Estaciónes de Policía de carreteras), uno en Bad Segeberg y otro en Elmshorn.
La Policía de Investigación Criminal (Kriminalpolizei) hay en Bad Segeberg, Norderstedt, Pinneberg y Elmshorn con Inspecciones de Policía de Investigación Criminal.

#### Polizeidirektion Ratzeburg

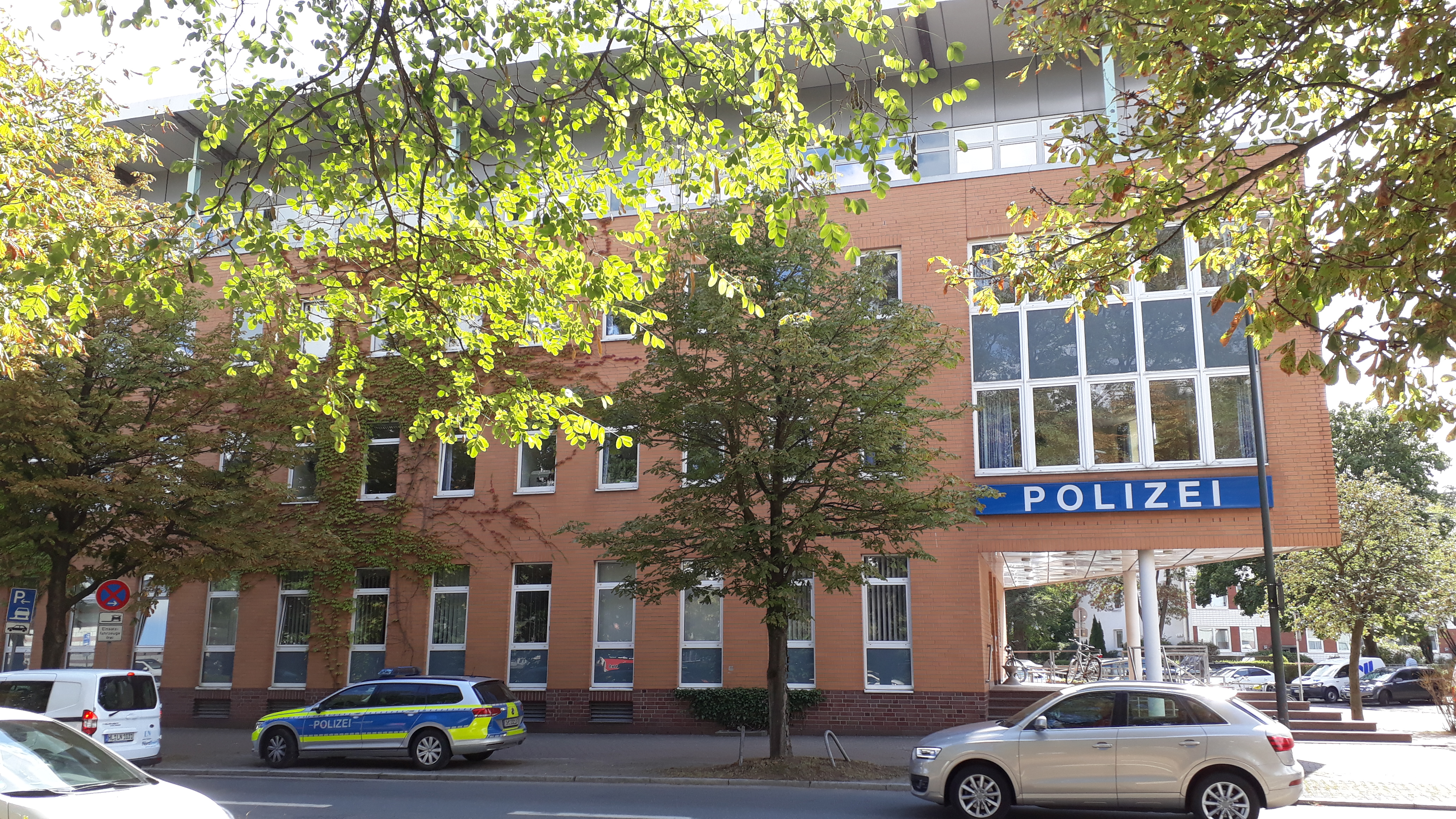
Estación de Policía en Ahrensburg

La Dirección de Policía de Ratzeburgo es responsable de las estaciones de policía de Distrito del Ducado de Lauenburgo y del Distrito Stormarn.
En Stormarn, la Dirección contiene la estación de policía de Bad Oldesloe junto con su puesto de policía en Reinfeld y la estación de policía de Reinbek con puestos de policía en Wentorf, Glinde, Barsbüttel y Aumühle.
El Distrito del Ducado de Lauenburgo es atendido por la estación de policía de Ratzeburgo, junto con los puestos de policía de Berkenthin, Sandesneben, Mölln y Nusse. La estación de policía de Schwarzenbek tiene puestos de policía en Lauenburgo y Büchen, así como la estación de policía de Ahrensburg con puestos de policía en Großhansdorf, Trittau, Bargteheide y Ammersbek.
La Policía de Investigación Criminal (Kriminalpolizei) tiene una inspeción en Bad Oldesloe con un puesto de de Policía de Investigación Criminal, a la que están subordinados los puestos de la Policía de Investigación Criminal (Kriminalinspektionen) en Ahrensburg, Reinbek, Ratzeburgo y Geesthacht.

#### Polizeidirektion für Aus- und Fortbildung und die Bereitschaftspolizei

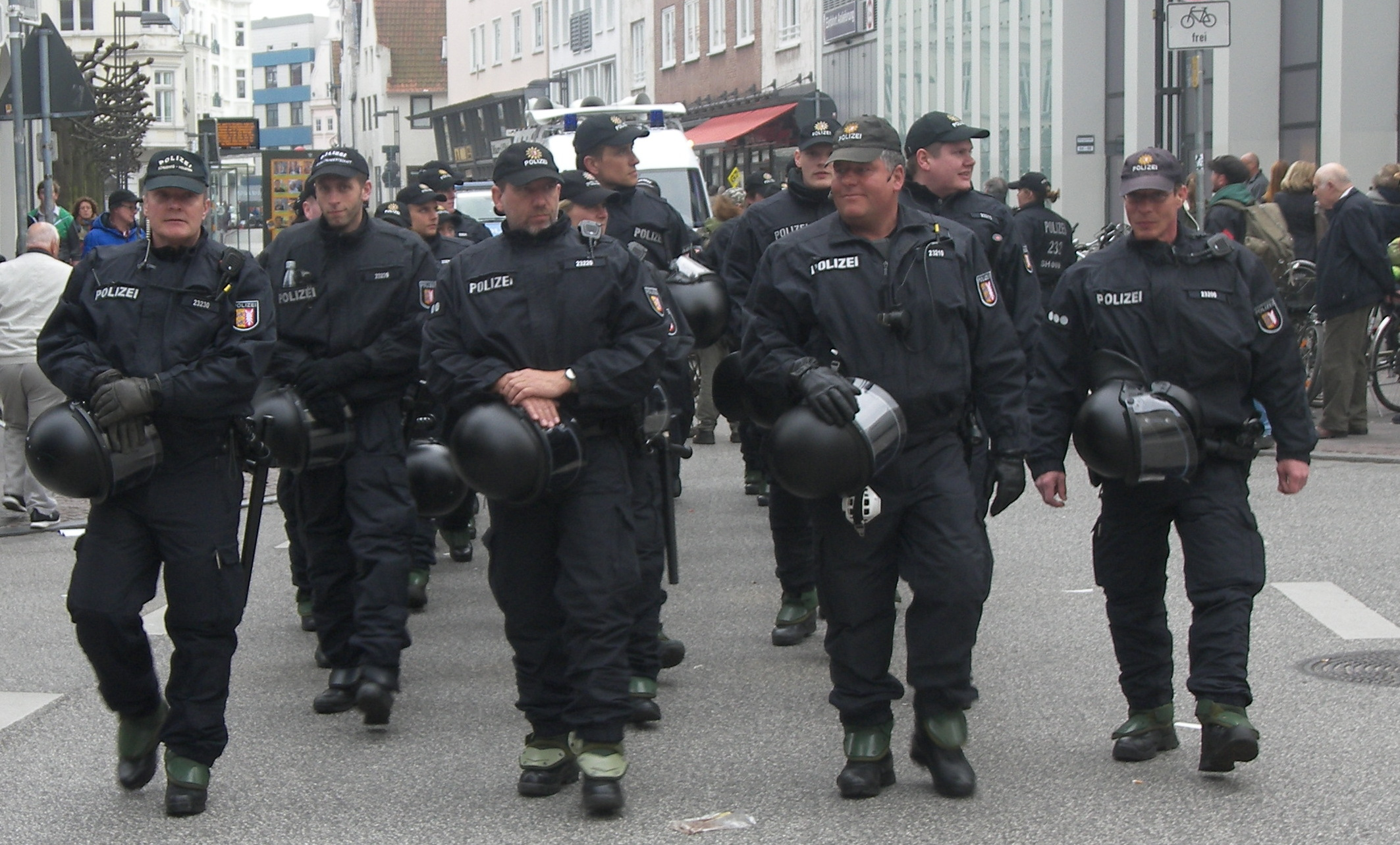
Policías antidisturbios de Schleswig-Holstein

La Polizeidrektion für Aus- und Fortbildung und die Bereitschaftspolizei es una Dirección de Policía con sede en Eutin. Su función dentro de la Policía Estatal de Schleswig-Holstein es brindar capacitación a los oficiales de policía. La policía antidisturbios de Schleswig-Holstein (Bereitschaftspolizei) también está subordinada a la Dirección.

#### Wasserschutzpolizei

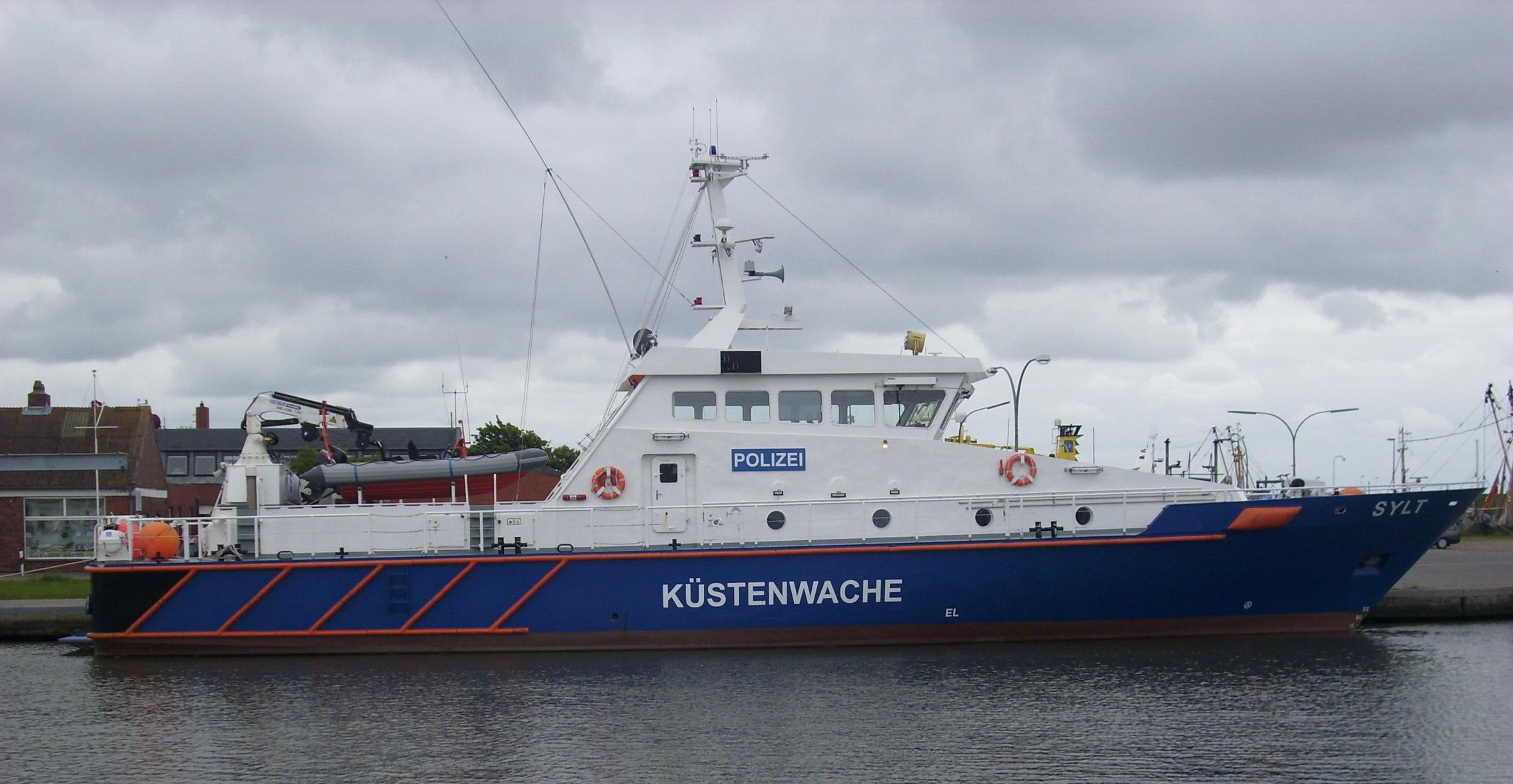
Barco patrullero utilizado por la policía en Schleswig-Holstein

La Policía de Protección del Agua (Wasserschutzpolizei) está directamente subordinada al Landespolizeiamt y no forma parte de una Dirección de Policía. Además de las aguas nacionales alemanas en la costa de Schleswig-Holstein, la Policía de Protección del Agua también patrulla el Canal de Kiel.
Las estaciones de protección del agua están ubicadas en Kiel, Brunsbüttel y Lübeck, sus puestos subordinados en Flensburgo, Kappeln, Husum, Heligoland y Fehmarn.
La isla de Helgoland está patrullada por la Policía de Protección del Agua, a diferencia de otras islas alemanas.

## Titulos
El sistema de Titulación de la Policía Estatal de Schleswig-Holstein se divide en tres niveles: el nivel junior, Laufbahngruppe 1.2, anteriormente conocido como mittlerer Dienst, el nivel superior, Laufbahngruppe 2.1, anteriormente conocido como gehoener Dienst, y el nivel de comando, Laufbahngruppe 2.2, anteriormente conocido como höherer Dienst. Los oficiales uniformados, como los de la Schutzpolizei,enseñan visiblemente su distintivo. Los agentes de la Policía de Investigación Criminal no usan Uniformes, por lo que no existen distintivos diseñadas para ellos. Dentro del sistema de clasificación, sus títulos difieren de los de Schutzpolizei, ya que el prefijo Polizei- se cambia por Kriminal-. Por ejemplo: El equivalente a un Polizeioberkommissar sería un Kriminaloberkommissar.
Laufbahngruppe 1.2 (mittlerer Dienst)
| Rango                          | Insignias                                    |
| ------------------------------ | -------------------------------------------- |
| Polizeiobermeisteranwärter     | Insignia of a Polizeiobermeisteranwärter     |
| Polizeiobermeister             | Insignia of a Polizeiobermeister             |
| Polizeihauptmeister            |                                              |
| Polizeihauptmeister mit Zulage | Insignia of a Polizeihauptmeister mit Zulage |

Laufbahngruppe 2.1 (gehobener Dienst)
| Rango                        | Insignias                                                                 |
| ---------------------------- | ------------------------------------------------------------------------- |
| Polizeikommissaranwärter     | Insignia of a Polizeikommissaranwärter                                    |
| Polizeikommissar             | Insignia of a Polizeikommissar                                            |
| Polizeioberkommissar         | Insignia of a Polizeioberkommissar                                        |
| Polizeihauptkommissar        | Insignias of a Polizehauptkommissar · Insignias of a Polizehauptkommissar |
| Erster Polizeihauptkommissar | Insignias of a Erster Polizehauptkommissar                                |

Laufbahngruppe 2.2 (höherer Dienst)
| Rango                                          | Insignias                                                      |
| ---------------------------------------------- | -------------------------------------------------------------- |
| Polizeirat                                     | Insignias of a Polizeirat                                      |
| Polizeioberrat                                 | Insignias of a Polizeioberrat                                  |
| Polizeidirektor                                | Insignias of a Polizeidirektor                                 |
| Leitender Polizeidirektor                      | Insignias of a Leitender Polizeidirektor                       |
| Leitender Polizeidirektor (als Behördenleiter) | Insignias of a Leitender Polizeidirektor as Head of Department |
| Landespolizeidirektorin                        | Insignia of the Landespolizeidirektor                          |

## Formación
Los títulos de la Policía Estatal de Schleswig-Holstein se dividen en tres niveles, en los que los solicitantes pueden ingresar después de completar el proceso de selección específico del título: Laufbahngruppe 1.2, anteriormente conocido como mittlerer Dienst, el más bajo de los tres niveles de títulos, y Laufbahngruppe 2.1, anteriormente conocido como gehobener Dienst. Solo los solicitantes de Laufbahngruppe 2.1 (gehobener Dienst) pueden ingresar a la Rama de la Policía Criminal.
Los aspirantes de la policía entre la Laufbahngruppe 1.2 (mittlerer Dienst) llevan el título de Polizeiobermeisteranwärter durante un año y medio de formación en la Polizeidirektion für Aus- und Fortbildung und die Bereitschaftspolizei y un año de formación entre el trabajo en una estación de policía o un puesto de policía en Schleswig -Holstein. Después de la formación, los policias reciben el título "Polizeiobermeister".
Los aspirantes de la policía entre la Laufbahngruppe 2.1 (gehobener Dienst) llevan el título de Polizeikommissaranwärter o Kriminalkommissaranwärter durante medio año de formación en la Polizeidirektion für Aus- und Fortbildung und die Bereitschaftspolizei y medio año de formación entre el trabajo en una estación en Schleswig-Holstein. Sin embargo, la mayor parte de la formación se compone de dos años de estudio en la Fachhochschule für Verwaltung und Dienstleistung en Altenholz, donde Polizeikommissaranwärter reciben formación teóretica a través de la educación universitaria. Durante la formación, Polizeikommissaranwärter tienen que obtener una licenciatura. Después de tres años de formación, los reciben el título "Polizeikommissar."